# Я з групи підтримки
«Я з групи підтримки» (англ. But I'm a Cheerleader) — комедійний фільм 1999 року режисерки Джеймі Баббіт.

## Сюжет
Меган — стовідсоткова американська дівчина. Вона гарна, популярна, вчиться на відмінно, очолює групу підтримки шкільної футбольної команди і зустрічається з її капітаном. Ось тільки вона не любить із ним цілуватися, вважаючи за краще проводити час з подругами, а в її фотоальбомах зовсім немає фотографій хлопців — тільки дівчата…

## У ролях
| • Наташа Лайонн  | … | Меган    |
| • Мішель Вільямс | … | Кімберлі |
| • Клеа Дюваль    | … | Грем     |
| • Брендт Вілль   | … | Джарет   |
| • Бад Корт       | … | Пітер    |
| • Мінк Стол      | … | Ненсі    |
| • Ру Пол         | … | Майк     |
| • Кеті Моріарті  | … | Мері     |
| • Едді Сібріан   | … | Рок      |
| • Жулі Дельпі    | … | лесбійка |